# Эйдус, Яков Тевелевич
Яков Тевелевич Эйдус (15 марта 1907, Двинск, Российская империя — 18 июля 1975, Москва, СССР) – советский химик-органик, основная сфера научных интересов – каталитический органический синтез (в том числе  с участием окиси углерода).

## Биография
Яков Тевелевич Эйдус родился 15 марта 1907 года в городе Двинске Витебской губернии Российской империи в семье рабочего лесопилки. Был третьим ребёнком в семье. Поступил в гимназию, которую окончил в 1925 году. В 1926 году переехал в Москву, где поступил на химическое отделение физико-математического факультета МГУ, преобразованное в 1929 году в Химический факультет МГУ, который окончил в 1930 году. После этого остался в аспирантуре, которую окончил в 1932 году. В апреле 1932 года начал научную работу в лаборатории синтетического каучука в институте химии при МГУ. Также с 1932 года работал ассистентом на кафедре органической химии Химического факультета МГУ. В конце 1932 года женился на Е.М. Терентьевой. В 1934 году был принят в докторантуру ИОХ РАН по отделению академика Н.Д. Зелинского. В 1936 году ему была присвоена степень кандидата наук без защиты диссертации (за исследование «Превращение газообразных углеводородов, в особенности этилена, в высокочастотных разрядах»), а в 1941 году – степень доктора наук (за диссертацию «О химических реакциях, протекающих с промежуточным образованием свободных атомов и радикалов»).
В 1941-1943 годах работал в эвакуации в Казани в лаборатории каталитического синтеза, проводил анализ трофейных авиационных и танковых бензинов, разрабатывал вязкие самовозгорающиеся смеси для заполнения противотанковых бутылок. После возвращения из эвакуации занимался исследованиями катализа синтеза углеводородов из окиси углерода и водорода, разработал ряд катализаторов для этих реакций. В 1956 году тяжело переболел тифом. В 1960-е годы работал в Лаборатории каталитического синтеза Института органической химии, где занимался исследованиями каталитических реакций оксидов углерода. В 1969 году это направление было выделено в отдельную Лабораторию каталитических реакций окиси углерода при Институте органической химии, которую он и возглавил.
Скончался 18 июля 1975 года после инфаркта миокарда.

## Научная деятельность
Яков Тевелевич Эйдус проводил исследования в различных областях органического синтеза. В 1930-1938 годах занимался исследованиями химических реакций в высокочастотных электрических разрядах, в результате чего установил ряд новых факторов и закономерностей, таких как «эффект давления» — мгновенное повышение давления газа, которое свидетельствует о распаде молекулы на атомы и радикалы, а также провёл  такие синтезы, как получение бутадиена и ацетилена при действии на этилен высокочастотного разряда,  установил цепной механизм этой реакции. Также изучал реакции в коронном разряде смеси ацетилена и хлорида водорода с образованием хлоропрена, получение ацетальдегида при реакции ацетилена с водой.
В конце 1930-х начал развивать теорию и практику синтеза алифатических углеводородов из окиси углерода и водорода на гетерогенных катализаторах, в 1940 году экспериментально подтвердил на основании реакции бензола с окисью углерода и водородом высказанное ранее предположение об образовании при этой реакции метиленового радикала. Позднее им был предложен механизм этих реакций, основанный на образовании оксиметиленовых радикалов, которые затем переходят в метиленовые радикалы, а затем полимеризуются в соответствующие углеводороды, разработал никелевые катализаторы, наносимые на отечественный кизельгур, что позволило отказаться от использования импортного кизельгура. Также им были разработаны кобальт-цеолитные катализаторы, позволившие увеличить октановое число получаемого на них синтина.  В 1943 году опубликовал монографию «Жидкое топливо и война».
В 1950-е годы исследовал гомогенно-каталитические синтезы на основе окиси углерода, также по поручению Министерства нефтехимической промышленности разрабатывал катализаторы для олигомеризации этилена – под его руководством были разработаны катализаторы на основе никеля, а затем на основе палладия, которые позволяли проводить реакцию уже при комнатной температуре.  Изучал карбонилирование олефинов и спиртов в присутствии кислотных катализаторов при атмосферном давлении с использованием муравьиной кислоты в качестве источника окиси углерода и серной или фосфорной кислот. Были получены разветвлённые карбоновые кислоты, а также их эфиры. Также им было исследовано применение в этих реакциях катализаторов на основе солей переходных металлов вместо кислотных катализаторов.
В конце 1960-х годов начал разрабатывать теорию астехиометрических компонентов химических реакций. Начал работать над монографией «Астехиометрические компоненты каталитических реакций», которая была опубликована в 1975 году уже после смерти автора.

## Награды и премии
Знак Почёта (1945)
Медаль «За доблестный труд в Великой Отечественной войне 1941-1945 гг.» (1946)
Медаль «В память 800-летия Москвы» (1948)
Орден Трудового Красного Знамени (1954)
Золотая медаль ВДНХ (1967)
Медаль «За доблестный труд. В ознаменование 100-летия со дня рождения Владимира Ильича Ленина» (1970)

## Семья
Брат – Хаим Тевелевич Эйдус (1896-1972) – японовед, доктор исторических наук, профессор Института востоковедения Академии наук СССР.
Жена – Елизавета Михайловна Терентьева